# Samyama
Le Saṃyama (devanāgarī : संयम) est un terme sanskrit qui signifie "restreinte", "maîtrise de soi" et comprend dans la pratique du yoga les trois derniers membres de l'ashtanga yoga (les huit membres ou angas) des Yoga Sūtra de Patañjali. Il s'agit de :
- dharana : la canalisation des sens ou la concentration (fixation sur un objet),
- dhyāna : la contemplation dans l'absorption ou la méditation tournée vers l'intérieur de soi-même (attention continue),
- samadhi : point culminant de la méditation tournée vers l'intérieur de soi (samadhi permettant la révélation de la conscience à elle-même).

La pratique du saṃyama sur un objet permet de le voir tel qu'il est, non coloré par les concepts de la pensée, la mémoire, ...